# Riding Mountains nationalpark
Riding Mountain nationalpark (en. Riding Mountain National Park) är en nationalpark i den sydvästra delen av provinsen Manitoba i Kanada, omkring 225 kilometer nordväst om Winnipeg. I parken ligger samhället Wasagaming, utgångspunkten för turismen i området. Parkens yta är 2 976 kvadratkilometer. 
Det första skyddet av naturen i områden upprättades år 1929 och 1933 fick området officiell status som nationalpark. 1986 utsågs området till biosfärområde av Unesco. Landskapet är varierat med berg, dalar, floder, sjöar, våtmarker, skogar och öppnare gräsmarker. Omgivningarna kring parken består till stor del av jordbruksmarker. 
Djurlivet inkluderar flera stora däggdjur som älg, vitsvanshjort, varg, kanadensiskt lodjur, puma, svartbjörn och en mindre flock bison.